# Međunarodna kontrolna komisija
Međunarodna kontrolna komisija (engl. International Control Commission) je komisija koja je formirana odlukom Šest velikih sila od 29. jula 1913. na konstitutivnoj sednici održanoj 15. oktobra 1913. godine.

## Članovi komisije
- (Francuska)
- (od 1. januara 1919. Sir Harry Harling Lamb) (Ujedinjeno Kraljevstvo)
- (Italija)
- Aleksandr Mihajlovič Petrjaev (rus. Александр Михайлович Петряев) (Rusija)
- Aristoteles Petrović (Austrougarska)
- (Nemačka)
- (Albanija)

## Spoljašnje veze
- Tekst o komisiji na internet sajtu Archontology.org